# Дилан Груневеген
Дилан Груневеген (хол. Dylan Groenewegen; Амстердам, 21. јун 1993) холандски је професионални бициклиста који тренутно вози за UCI ворлд тур тим — Џејко—алула. По једном је освојио је једном Брисел сајклинг класик, Рунд ум Келн, првенство Холандије у друмској вожњи, Кирн—Брисел—Кирн и Дридагсе Бриж—Де Пан. Остварио је пет етапних побједа на Тур де Франсу, гдје је остварио и једну побједу у оквиру екипног хронометра.
Већи дио каријере провео је у тиму ЛотоНЛ—јумбо, који је касније постао Јумбо—визма, са којим је током прве сезоне остварио 11 побједа, а 2017. остварио је прву побједу на Тур де Франсу, на последњој етапи на Јелисејским пољима. Године 2018. остварио је двије етапне побједе заредом на Тур де Франсу, док је 2019. остварио 19 побједа, што му је било највише у каријери током једне сезоне.
Године 2020. остварио је три побједе на почетку сезоне, а након што је сезона настављена послије паузе због пандемије ковида 19, у августу је возио Тур де Полоње, гдје је на првој етапи у спринту гурнуо Фабиа Јакобсена у баријере испред линије циља, због чега је дисквалификован а Јакобсен био у коми и оперисан је. Није уврштен у тим за Тур де Франс, а у новембру је суспендован на девет мјесеци. Након истека суспензије у мају 2021. године, возио је Ђиро д’Италију, а током сезоне остварио је три побједе.
Године 2022. прешао је у тим Бајкексчејнџ—џејко, са којим је током прве сезоне остварио седам побједа, укључујући и једну на Тур де Франсу. Године 2023. остварио је шест побједа, од чега двије на Тур оф Словенија трци.

## Дјетињство и јуниорска каријера
Рођен је у радничкој породици у Амстердаму. Његов дјед Ко Зелеман саставио је прилагођене оквире за бицикле од којих је Груневеген добио свој први бицикл са седам година. Зилеман је посједовао радњу за продају рамова за бицикле, трговину коју је његов отац започео 1928. године, а коју је наставио Груневегенов отац Гери. Одрастао је у истој стамбеној згради у којој су живјели Ана Франк и њена породица прије него што су побјегли у центар Амстердама да се сакрију. На црно-бијелим фотографијама раних дана Ане Франк у Амстердаму види се и парк у коме је касније Груневеген вјежбао како је одрастао, прекривен намјештајем и одјећом, који су нацистички војници избацили из јеврејских домова. Бициклизмом је почео са бави као хобијем у дјетињству, али након што је учествовао у једној трци у освојио награду, одлучио је да почне да тренира озбиљније и да постане професионалац. У парку испред његовог стана налазио се прстен од оригиналне калдрме, по којем је тренирао као мали, а након што би завршио, стао би у радњи на углу, купио жваку и сидио би на клупу, одмарајући ноге; мајка би га увече звала на вечеру и он би довукао свој бицикл направљен по мјери на трећи спрат до њиховог стана. Са 17 година је отишао у трговачку школу како би пратио своје претходне три генерације као градитељ оквира, упоредо настављајући да тренира. Патио је од проблема са растом у раном тинејџерском добу, али је то надокнадио тако што се правилно хранио и тренирао више од својих сувозача. Као мали је хтио да буде брдаш, такмичио се на писти, у циклокросу и брдском бициклизму, али је због спринтерског талента одлучио да се фокусира искључиво на друмски бициклизам и на то да буде спринтер. Током дјетињства идол му је био Марио Чиполини, чији је постер држао на зиду собе.
Током 2011. завршио је друмску трку за јуниоре на другом мјесту, док је 2013. завршио Ронде ван Фландерен за возаче до 23 године на другом мјесту, иза Рика Цабела. Године 2014. освојио је Ронде ван Фландерен за возаче до 23 године и остварио је етапну побједу на Тур де Норманди трци.

## Професионална каријера

### 2015
Професионалну каријеру је почео 2015. године у холандском тиму Ромпот, а током једног интервјуа изјавио је да је бирао између тимова Ромпот и БМЦ и да је изабрао Ромпот јер су му уливали више самопоуздања. Током сезоне је остварио двије побједе, освојивши Брисел сајклинг класик испред Роја Јанса и Тома Бонена.

### 2016—2021
У октобру 2015. објавио је да је потписао трогодишњи уговор са тимом ЛотоНЛ—јумбо, почевши од сезоне 2016. У јуну 2016. освојио је првенство Холандије у друмској вожњи, побиједивши у спринту Ваутера Виперта, након чега је освојио класик Рунд ум Келн, одспринтавши Андреа Грајпела. Причајући о његовом бициклу и одржавању, Сајмон Ричардсон је изјавио да је са њим прилично лако радити у погледу механикр. На Тур оф Бритејн трци остварио је побједу на четвртој етапи, одспринтавши Дана Меклеја.
На почетку 2017. завршио је Дубаи тур на другом мјесту у генералном пласману, након што је завршио на другом мјесту на прве двије етапе. Упркос томе што није остварио побједу, освојио је класификацију за најбољег младог возача. На дан 28. априла, остварио је побједу на првој етапи на Тур де Јоркшир трци, гдје је у фото финишу побиједио Кејлеба Јуана, а другу етапу је завршио на четвртом мјесту. У мају је остварио двије етапне побједе на Тур оф Норвеј трци, гдје је на другој етапи одспринтао Кристофера Халворсена, а на четвртој Едвалда Босон Хагена. У јулу је возио Тур де Франс, гдје је другу етапу, прву равну након што је на првој етапи вожен хронометар, завршио на петом мјесту, а побиједио је Марсел Кител. Током прве недеље шесту етапу завршио је на шестом мјесту, након чега је и седму етапу завршио на шестом мјесту, а Кител је побиједио на обје. Након двије брдске етапе и дана одмора у Дордоњи, десету етапу завршио је на трећем мјесту, иза Китела и Џона Дегенколба. На последњој, етапи 21, чији је циљ био на Јелисејским пољима, побиједио је испред Грајпела и Босон Хагена, што му је била прва побједа на Тур де Франсу.
Сезону 2018. почео је на Дубаи туру, гдје је остварио побједу на првој етапи испред Магнуса Корт Нилсена и Елије Вивијанија. Био је лидер трке до треће етапе када је кажњен са 20 секунди због дуге вожње иза тимског аута након што је имао механичких проблема; лидерску мајицу преузео је Вивијани, који је заостајао двије секунде прије почетка етапе. Након етапе је изјавио: „имао сам проблема са бициклом, механичари су ми га сјебали. Заправо мислим да је то била добра одлука судија, али то је зајебало ствари за мене. Моји механичари су криви.“ Крајем фебруара освојио је класик Кирн—Бридел—Кирн, гдје је у спринту побиједио Арноа Демара и Сонија Колбрелија. У мају је остварио три етапне побједе на Тур оф Норвеј трци, гдје је био лидер пред последњу етапу, која је била брдска и није је завршио. У јулу је возио Тур де Франс, гдје је остварио побједу на седмој етапи, одспринтавши Фернанда Гавирију и Петера Сагана који су већ тада имали по двије побједе. Етапа је била најдужа на Туру те године, са 231 km, од Фужера до Шартра. На осмој етапи остварио је другу побједу заредом, одспринтавши Сагана и Дегенколба у Амјену. Након етапе, изјавио је да је спринт био мало неуредан, али је изашао на вријеме и искористио добру прилику.
Сезону 2019. је почео на Вуелта а ла комунидад Валенсијана, гдје је остварио побједу на последњој етапи, испред Александера Кристофа и Матеа Трентина. У марту је остварио побједе на прве двије етапе на Париз—Ници; на првој етапи је побиједио испред Кејлеба Јуана и Фабиа Јакобсена, док је на другој етапи био међу 23 возача која су отишла у бијег на 30 km до циља, а након што се група раздвојила и остало само седам возача, побиједио је у спринту испред Ивана Гарсије Кортине и Филипа Жилбера. Крајем марта освојио је класик Дригадсе Бриж—Де Пан, одспринтавши Гавирију и Вивијанија, након што је прошао кроз мали размак између Гавирије и баријера како би почео да спринта. У мају, остварио је три побједе на прве три етапе трке Кватре журс де Денкерк, након чега је остварио двије етапне побједе и освојио је класификацију по поенима на ЗЛМ туру. У јулу је возио Тур де Франс, гдје је са тимом Јумбо—визма остварио побједу на екипном хронометру на другој етапи, захваљујући чему је Мајк Теунисен повећао предност у генералном пласману. На седмој етапи, која је била најдужа на трци, остварио је побједу испред Јуана и Сагана, што је била његова четврта побједа на Туру у каријери. Крајем сезоне возио је Тур оф Бритејн, гдје је остварио побједу на првој етапи испред Давидеа Чимолаија и узео је прву лидерску мајицу на трци. На трећој етапи побиједио је у спринту испред Метјуа ван дер Пула, након чега је на петој етапи побиједио испред Метјуа Валса и остварио трећу побједу на трци. Укупно је остварио 19 побједа у сезони, што је било највише од свих возача.
Сезону 2020. почео је на Вуелта а ла комунидад Валенсијана трци, гдје је остварио побједу на првој етапи испред Јакобсена и Кристофа. На трећој етапи је учествовао у паду, али се вратио у групу и побиједио је на испред Јакобсена и Матеја Мохорича, након чега је последњу, пету етапу, завршио на другом мјесту, иза Јакобсена и освојио је класификацију по поенима, пет поена испред Јакобсена. Крајем фебруара је возио УАЕ тур, гдје је побиједио на четвртој етапи у Дубаију испред Гавирије и Паскала Акермана. Након избијања пандемије ковида 19, у марту је прекинута читава сезона у бициклизму, а трке су или одложене или отказане.  је објавио нови календар за сезону 2020. по којем је старт Тура помјерен за 29. август, док су Ђиро д’Италија и Вуелта а Еспања помјерене за октобар. Након што је сезона настављена у августу, возио је Тур оф Полоње трку, гдје је на првој етапи у спринту гурнуо Јакобсена у баријере пред линијом циља и остварио побједу, али је одмах након што је етапа завршена дисквалификован и побједа је додијељена Јакобсену, који је пребачен у болницу, гдје је био у коми. Груневеген је у том паду сломио кључну кост, а Марк Соро је морао да напусти трку; због узорковања пада је дисквалификован са трке и кажњен са 500 швајцарских франака. Директор тима Квик-степ за који је тада возио Јакобсен — Патрик Лефевер, изјавио је да тим разматра да поднесе кривичну пријаву против Груневегена. Због тога што је проузроковао пад и озбиљне повреде другог возача, тим Јумбо—визма га је привремено суспендовао и пропустио је Тур де Франс, а због повреде коју је добио планирао је да током зиме вози циклокрос трке или трке на писти како би се додатно опоравио. У новембру 2020. суспендован је на девет мјесеци ретроактивно, од тренутка када се десио инцидент. Јакобсен је подвргнут операцији лица, гдје му је реконструисана вилица и пресађена кост; И Груневеген и тим Јумбо—визма су упутили извињење и преузели одговорност, а Груневеген је изјавио да је промијенио линију спринта и да жели да буде поштен спринтер.
Након истека суспензије, сезону 2021. почео је у мају на Ђиро д’Италији, што је био први пут у каријери да је возио Ђиро. У састав тима додат је након што је Крис Харпер одустао због проблема са очима. Најбољи резултат било му је четврто мјесто на другој етапи, а трку је напустио након етапе 13 због умора јер није возио девет мјесеци. Крајем јула возио је Тур де Валоније трку, гдје је остварио побједу на првој етапи испред Ига Офстетера, што му је била прва побједа у сезони. Побједу је остварио и на четвртој етапи, испред Ђакома Ницола и освојио је класификацију по поенима са истим бројем бодова и побједа као Јакобсен. У августу је остварио побједу на првој етапи на Денмарк рунд трци, гдје је у спринту побиједио Марка Кевендиша. У финишу сезоне завршио је Кампеншамп ван Фландерен на другом мјесту, иза Јаспера Филипсена.

### 2022–
У децембру 2021. потписао је трогодишњи уговор са аустралијским тимом Бајкексчејнџ—џејко, од сезоне 2022. Сезону је почео на Сауди туру, гдје је остварио двије етапне побједе и освојио је класификацију по поенима. Крајем марта завршио је класик Бриж—Де Пан на другом мјесту, иза Тима Мерлијеа, док је у мају остварио побједу на Тур де Хонгри трци, испред Јакобсена. У јулу је возио Тур де Франс после двије године и остварио је побједу на трећој етапи испред Ван Арта и Филипсена, што му је била прва побједа на Туру од 2019. Након етапе изјавио је да му је било тешко да се ментално опорави од инцидента у спринту са Јакобсеном. На последњој етапи на Јелисејским пољима завршио је на другом мјесту, иза Филипсена. Након Тур де Франса возио је Арктик рејс оф Норвеј гдје је побиједио на другој етапи, што му је била седма побједа у сезони. У финишу сезоне завршио је Гран при де Фурмје на другом мјесту, иза Јуана, након чега је завршио класик Париз—Шони на другом мјесту, иза Симонеа Конзонија.
Сезону 2023. почео је на Сауди туру, гдје је остварио побједу на првој етапи испред Душана Рајовића и узео је прву лидерску мајицу на трци. Другу етапу завршио је на другом мјесту, иза Џонатана Милана Последњу, пету етапу, завршио је на четвртом мјесту и освојио је класификацију по поенима престигавши Милана који је етапу завршио на десетом мјесту. Сезону је наставио на УАЕ туру, гдје је остварио побједу на петој етапи, испред Гавирије и Сема Бенета. У мају је остварио побједу на првој етапи Тур де Хонгри трке, након чега је освојио класик Венендал—Венендал по пети пут и други пут заредом. У јуну је возио Тур оф Словенију, гдје је остварио побједу на првој етапи испред Фила Баухауса, након чега је побиједио и на другој етапи, а послије двије брдске етапе напустио је трку прије почетка последње пете етапе, док је трку освојио његов сувозач Филипо Цана. У јулу је возио Тур де Франс, гдје је етапу 11 завршио на другом мјесту, иза Филипсена, док је последњу, етапу 21, завршио на трећем мјесту, иза Јордија Меуса и Филипсена; Тур је завршио на десетом мјесту у класификацији по поенима, без побједе.
За сезону 2024. у тим Џејко—алула је дошао Кејлеб Јуан, али је већ крајем новембра 2023. објављено да ће Груневеген возити Тур де Франс 2024. а Јуан Ђиро д’Италију.

## Приватни живот
Живи у Риверенбурту, једном од насеља Амстердама.